# Provinz Ravenna
Die Provinz Ravenna (italienisch Provincia di Ravenna) ist eine italienische Provinz der Region Emilia-Romagna. Hauptstadt ist Ravenna. Sie hat 387.229 Einwohner (Stand 31. Dezember 2023) in 18 Gemeinden auf einer Fläche von 1858 km².
Die Provinz grenzt im Norden an die Provinz Ferrara, im Westen an die Metropolitanstadt Bologna, im Süden an die Toskana und die Provinz Forlì-Cesena.
Die Provinz Ravenna unterhält eine Partnerschaft mit dem Ostalbkreis in Baden-Württemberg.

## Größte Gemeinden
(Stand: 31. Dezember 2023)
| Gemeinde         | Einwohner |
| ---------------- | --------- |
| Ravenna          | 156.304   |
| Faenza           | 58.843    |
| Lugo             | 32.225    |
| Cervia           | 28.964    |
| Bagnacavallo     | 16.480    |
| Russi            | 12.285    |
| Alfonsine        | 11.557    |
| Massa Lombarda   | 10.746    |
| Conselice        | 9.637     |
| Castel Bolognese | 9.550     |
| Fusignano        | 8.159     |
| Brisighella      | 7.172     |
| Cotignola        | 7.367     |
| Riolo Terme      | 5.785     |